# Moblin
Moblin（モブリン）とは、インテル社主導で開発されたモバイル端末向けLinuxディストリビューションである。
Atomなどのインテルプロセッサを採用しているネットブックやMobile Internet Device（MID）などのモバイル端末ユーザをターゲットとしている。低スペックなハードウェアでも動作するように軽量化され、ユーザインターフェイスもモバイル端末に適したものになるように開発された。
インテル社は事業の売却を表明していたが、2009年4月からLinux Foundationに移管された。ロサンゼルスの企業Good OS 社はMoblinのサポートを表明している。また2009年5月ノベルは Moblinとの協業を行うと発表している。
2010年、Maemoプロジェクトと統合し、モバイル向けプラットフォーム『MeeGo』を展開する。